# Flemingsburg
Flemingsburg är en stad i Fleming County i delstaten Kentucky, USA. År 2000 hade orten 3 010 invånare. Den har enligt United States Census Bureau en area på 6,9 km², varav 0,2 km² är vatten.
Flemingsburg är administrativ huvudort (county seat) i Fleming County.